# Jean-Loup Izambert
Jean-Loup Izambert es un periodista y ensayista francés.

## Obra
- Le Crédit Agricole hors la loi ?, Ed. Carnot, 2001, 320 p.
- Les démons du Crédit Agricole, avec Hugo Nhart, Ed. L'Arganier, 2005, 398 p.
- Faut-il brûler l'ONU ?, Serpent A Plumes, 09/2004
- ONU, Violations humaines, Carnot Eds, 03/2003
- Crédit Lyonnais, la mascarade, Carnot Eds, 02/2003
- Le Krach des quarante banques, avec Emmanuelle Leneuf, Editions Du Felin, 03/1998
- Pourquoi la crise, Ed. Amalthee, 02/2009
- Crimes sans châtiment, Ed. 20coeurs, 03/2013
- 56, l'État français complice de groupes criminels, t. 1, IS édition, 2015
- 56 — tome II : Mensonges et crimes d'État, t. 2, IS édition, 2017
- Trump face à l'Europe, IS édition, 2017
- Le virus et le Président : Enquête sur l’une des plus grandes tromperies de l'Histoire, avec Claude Janvier, IS édition